# أورلاندو روميرو
أورلاندو روميرو (بالإسبانية: Orlando Romero)‏ هو ملاكم بيروفي يصنف ضمن فئة الوزن الخفيف.

## إحصائيات
خاض خلال مسيرته 39 نزالا، فاز في 35 وتعادل في 1 وخسر في 3. فاز بالضربة القاضية في 12 نزالا.

## روابط خارجية
- أورلاندو روميرو على موقع بوكس ريك (الإنجليزية) (registration required)